# Barret-sur-Méouge
Barret-sur-Méouge är en kommun i departementet Hautes-Alpes i regionen Provence-Alpes-Côte d'Azur i sydöstra Frankrike. Kommunen ligger  i kantonen Ribiers som ligger i arrondissementet Gap. År 2022 hade Barret-sur-Méouge 192 invånare.

## Befolkningsutveckling
Antalet invånare i kommunen Barret-sur-Méouge
Referens:INSEE